# Bandini Piccolomini
La famiglia dei Bandini Piccolomini, con i suoi prestigiosi personaggi, rappresenta la continuazione dell'antica ed autorevole famiglia dei Bandini di Siena. I suoi esponenti furono i discendenti di Montanina Piccolomini Todeschini, che permise, loro, di entrare nella cosiddetta consorteria dei Piccolomini, con la facoltà di aggiungerne il cognome e le insegne.

## Le origini
I componenti di questa famiglia, prima di far parte della casata dei Piccolomini, si distinsero nella Repubblica per aver ricoperto, ruoli politici e amministrativi importanti, fin dalla metà del XIII secolo.
In particolare si distinsero nell'attività diplomatica, con Bartalo di Tura, che fu ambasciatore presso lo stato della chiesa sotto Callisto III e Pio II. Suo fratello Pavolo, fu avvocato concistoriale e cameriere d'onore del papa. Bandino di Bartolo, inoltre fu Camerlengo di Biccherna, una delle più prestigiose magistrature della Repubblica.
Nel XVI secolo il loro ultimo discendente, Sallustio (o Salustio), sposò Montanina Piccolomini Todeschini, figlia di Andrea e di Agnese Farnese, che le trasmise un'educazione colta e raffinata. 
Montanina, recava in sé il sangue di tre papi, oltre quello di Pio II e Pio III, anche quello di Paolo III, cugino della madre.
Sallustio e Montanina ebbero diversi figli, di cui i più importanti furono Mario e Francesco, cresciuti sotto la protezione dello zio cardinale Giovanni.
Adottati dai Piccolomini, assunsero il cognome di Bandini Piccolomini, fondando una famiglia che ebbe una breve discendenza, ma dalla vita intensa e storicamente rilevante.

## Storia
Nel XVI secolo questa generazione dei Bandini, subì, la forte influenza degli eventi storico politici, che caratterizzarono gli ultimi anni della Repubblica di Siena. Inoltre i rapporti con il papato si andarono progressivamente rafforzando grazie agli stretti legami che la famiglia contrasse con gli alti prelati Piccolomini. In questo nuovo contesto, i suoi principali esponenti, i fratelli Mario e Francesco, si allontanarono progressivamente da quelle posizioni vicine all'Impero, che tradizionalmente avevano caratterizzato la politica familiare.

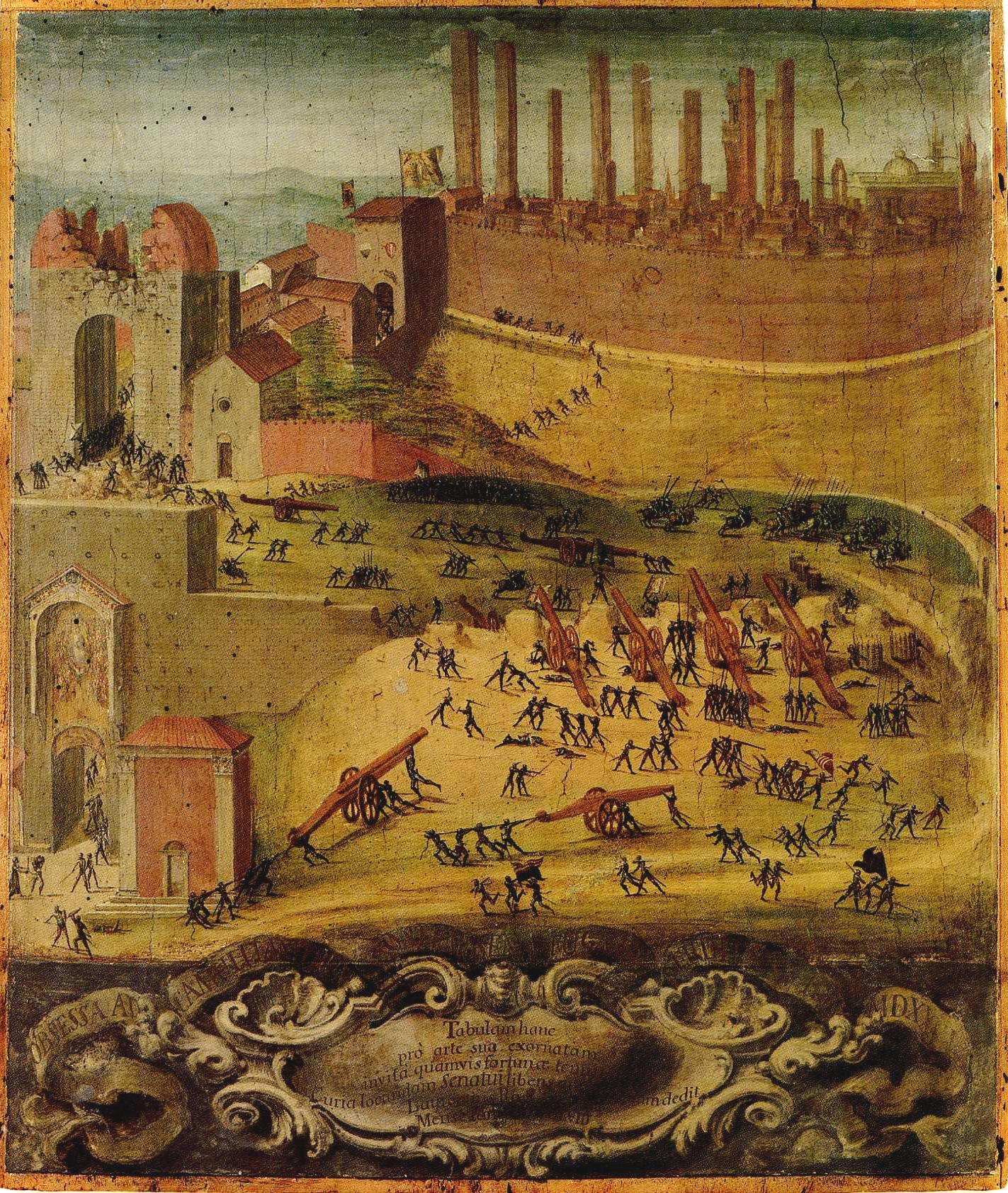
La vittoria di Porta Camollia - 1527

In particolare Mario, il maggiore dei fratelli, fin dalla giovane età, prese parte alle vicende politico militari, dello stato Senese. Appartenente al Monte del Popolo, ebbe un ruolo determinante nella cacciata dei Petrucci e nel ristabilire le libertà democratiche della Repubblica a danno dei Noveschi, che furono allontanati dal governo ed esiliati.
Episodio questo che provocò la personale ostilità di Papa Clemente VII, che organizzò contro i senesi, un esercito insieme ai Fiorentini ed ai fuoriusciti Noveschi. Nel 1526, l'inaspettata vittoria dei Senesi, a Camollia cui Mario prese parte, con una compagnia di cavalleria di Lucignanesi, accrebbe maggiormente il suo prestigio, cui si aggiunse la stima dell'Imperatore, che lo elevò al rango di Conte Palatino e Cavaliere Aurato.
A Siena il suo prestigio e la sua autorevolezza aumentarono. Egli era già signore di Castiglioncello e aveva un vasto feudo nel territorio di Massa di Maremma, dove la famiglia possedeva ampi territori fondiari e doveva la propria ricchezza allo sfruttamento delle miniere di argento e di rame della zona. I nuovi successi politici e militari gli consentirono di acquisire l'imponente signoria della Marsiliana, confiscata ai figli ribelli di Pandolfo Petrucci.

Nel contempo, 1529, il fratello Francesco, su resignazione, fu chiamato dal Cardinale Giovanni Piccolomini Todeschini, a risiedere sulla cattedra arcivescovile di Siena. Circostanza che concorse, maggiormente, ad aumentare il peso della famiglia nelle vicende della Repubblica.
Negli anni che seguirono i due fratelli furono accaniti persecutori dei Noveschi. I particolare Mario, la cui lealtà nei confronti di Carlo V era indiscussa, appoggiò ripetutamente gli imperiali, contro i fuoriusciti senesi e la Repubblica di Firenze, nella speranza di riconquistare Montepulciano. Tuttavia le sue aspettative, furono tradite. La fine della Repubblica Fiorentina, vide il successo di Cosimo I, la perdita definitiva di Montepulciano ed il ritorno dei Noveschi. Con i quali l'instabilità politica a Siena crebbe enormemente, insieme ai disordini interni, favorendo le mire egemoniche dell'imperatore.

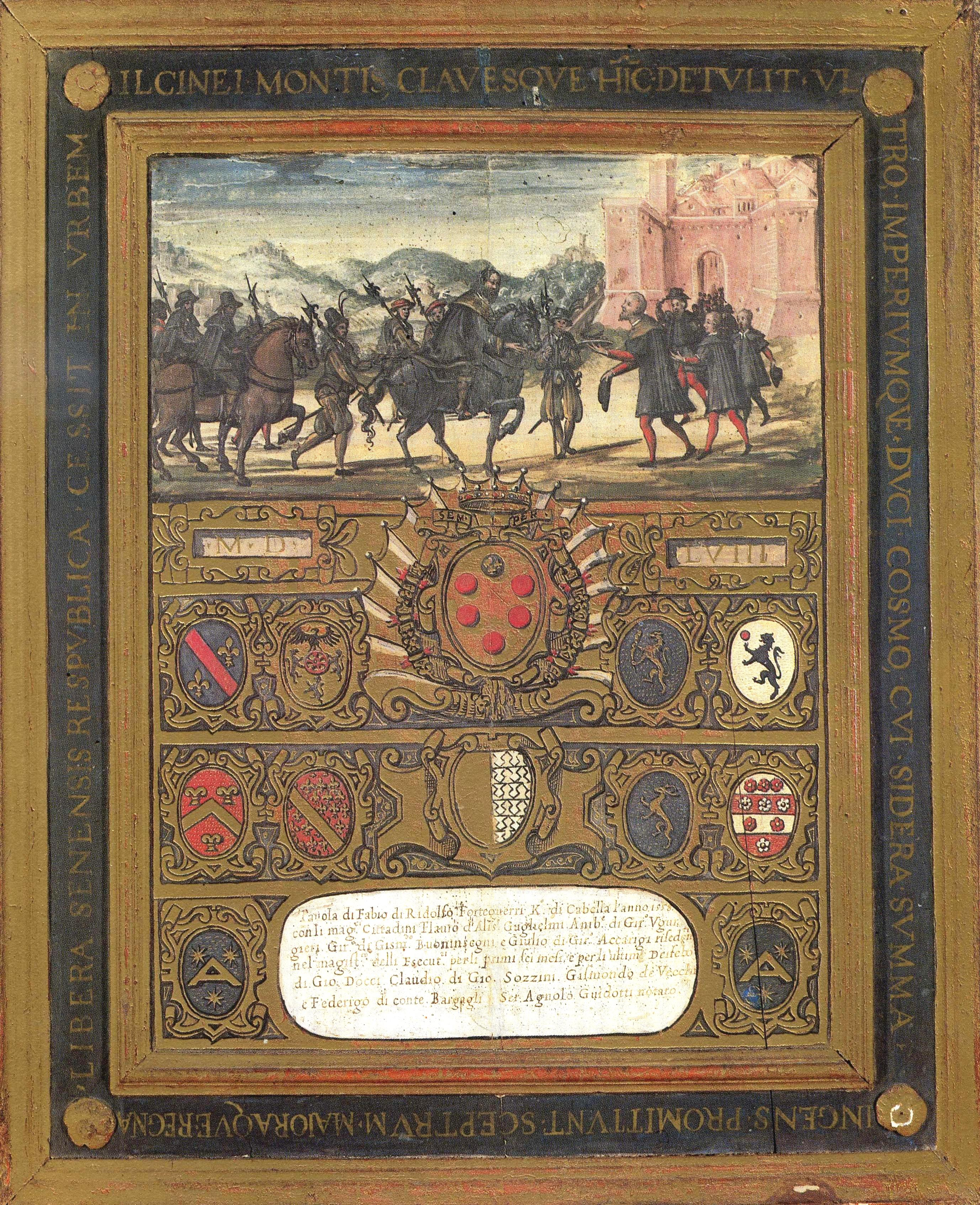
La resa della Repubblica di Siena Ritirata in Montalcino 1559

L'impegno di Mario negli affari della Repubblica divenne più tiepido e saltuario, mentre aumentava e si faceva più assiduo quello del fratello Francesco.
Francesco, fratello minore di Mario, fin dalla giovane età, ancor prima di divenire Arcivescovo, aveva coagulato intorno a sé, gli interessi e le passioni politiche e culturali della gioventù senese. Nel 1525 aveva concorso, ancor prima di diventare Arcivescovo, alla fondazione dell'Accademia degli Intronati, assumendo lo pseudonimo di Scaltrito. Negli anni che seguirono, fu sempre presente nella difesa delle libertà repubblicane, contro le mire egemoniche delle fazioni di questa o quella famiglia. Nel 1541 ottenne da Carlo V, l'estromissione, dal governo, dei Salvi, che furono esiliati. Ma nel contempo Carlo V allontanò il capitano del popolo, Alfonso Piccolomini d'Aragona duca di Amalfi, per sostituirlo con elementi spagnoli. L'Arcivescovo insieme al fratello, tentò ripetutamente, con missioni diplomatiche a far recedere l'imperatore, dall'ormai palese intenzione di estromettere i senesi dal governo. Mentre Mario, nel 1546, per un lungo periodo, come ambasciatore presso la corte imperiale, non riuscì a riguadagnare i favori imperiali, Francesco, dovette subire l'oltraggio, quale Arcivescovo, di non essere nemmeno ricevuto.
Dopo questi avvenimenti, il governo delle Repubblica, fu affidato a Don Diego Hurtado de Mendoza e arbitro delle controversie delle varie fazioni cittadine fu nominato don Ferrante Gonzaga.
Mario si ritirò nei suoi domini, presumibilmente, a curare gli interessi economici della famiglia, mentre Francesco, sollecitato dal cardinale Cervini, fu assorbito dagli affari della Chiesa, partecipando al Concilio di Trento, ma continuando, seppure nell'ombra, a difendere le libertà cittadine. Fu indicato come uno dei partecipanti nella congiura e successiva cacciata degli spagnoli, capeggiate da Amerigo Amerighi ed Enea Silvio Piccolomini delle Papesse. Sta di fatto che i Bandini Piccolomini ebbero un ruolo di primo piano, nelle vicende belliche, che seguirono, fino alla definitiva resa siglata con la pace di Cateau-Cambrésis.
Nel 1553, quando riprese il conflitto con gli Imperiali e l'esercito mediceo, Mario rientrò nel vivo della politica, divenendo uno dei magistrati degli Otto della Guerra. Partecipò a diversi eventi militari. Insieme al fratello, forzò il blocco che cingeva d'assedio la città di Siena per rifornirla di viveri. Ultimo Capitano del Popolo di Siena, il giorno della resa della città, si rifiutò di consegnare al Marchese di Marignano, comandante delle truppe Mediceo-Imperiali, i sigilli pubblici, simbolo della continuità statuale della Repubblica e si ritirò nei territori di Montalcino, dove insieme agli altri fuoriusciti, fondò la Repubblica di Siena ritirata in Montalcino, che continuò la guerra fino al 1559.
Il 13 giugno 1558, Mario morì di febbre a Montalcino e fu sepolto nella Basilica di San Francesco a Siena.
Dopo la fine della Repubblica il fratello Arcivescovo scelse la via dell'esilio, eleggendo come sua nuova patria, la città dei pontefici, dove trovò la fraterna ospitalità dei cardinali d'Este, Ippolito e Luigi. Pur rimanendo titolare della arcidiocesi di Siena, non vi fece più ritorno. Fu eletto governatore di Roma e ricoprì diversi incarichi in Curia. Morì nel 1588 e fu sepolto nella Basilica di San Pietro in Vaticano, vicino ai cenotafî dei due papi Piccolomini.

## L'estinzione della famiglia e la successione dei Bardi e poi dei Naldi Piccolomini
Mario Bandini Piccolomini aveva avuto due figli maschi, di cui, Germanico (1532 - † 1569), nel 1560 divenne arcivescovo di Corinto e 
Sallustio (1544 - † 1570), che morì senza lasciare discendenza. Nel 1570, quindi il cospicuo patrimonio dei Bandini si concentrò nelle mani dell'Arcivescovo. Come accennato, la famiglia entrò nella Consorteria Piccolomini, per effetto del matrimonio tra Montanina Piccolomini Todeschini e Sallustio Bandini.. Rimanevano solo le ultime due figlie del fratello Mario, Berenice e Montanina, ed erano entrambe sposate con prole.
L'epilogo più logico sarebbe stato di farle entrare, con le loro famiglie, nella consorteria Piccolomini, come auspicato dallo zio, cardinale Giovanni Piccolomini Todeschini, ma l'arcivescovo, prese una decisione, che comunque aveva già maturato qualche anno prima.
La nipote Montanina era, a suo tempo, rimasta vedova del suo primo marito Cerbone Bourbon del Monte Santa Maria, per cui il prelato aveva deciso il suo ingresso in convento, onde poter disporre dell'intero patrimonio a favore dell'altra figlia del fratello, Berenice. In questo modo Montanina doveva rinunciare oltre alla sua parte di eredità, anche alla sua vita mondana. Soluzione questa che non la vide completamente d'accordo. Infatuatasi di un amico e alleato della famiglia, il cav. Amerigo Amerighi, nel 1562, decise di sposarlo segretamente, contravvenendo alle disposizioni dello zio arcivescovo. Tale evento fu contrastato, in tutti i modi, da Francesco, che vedeva compromessi i suoi piani per la successione. Minacciò sanzioni severe e dispose l'annullamento del matrimonio.

Il fedecommesso Bandini e la successione Piccolomini Naldi Bandini

  Ne nacque una controversia, che divenne pubblica, con l'intervento del governatore di Siena che ne informò il Granduca. Alla fine vinsero le ragioni di Montanina, ma i rapporti con lo zio furono definitivamente compromessi. Il prelato si limitò a liquidare la nipote con una dote di oltre seimila fiorini. Importo che, se riferito alle dame del suo rango, era notevolmente superiore all'uso corrente del tempo. Rimase, tuttavia, fermo nelle sue decisioni, escludendo Montanina dall'asse ereditario. Quindi, al fine di preservare la continuità del nome, uscì dalla consorteria Piccolomini e adottò nella famiglia Fedro, figlio di Agostino Bardi e della nipote Berenice, costituendo un fedecommesso, in cui fare confluire tutto il patrimonio Bandini, con l'obbligo di sostituire il cognome e lo stemma. Al fine di evitare, qualsiasi contraddittorio legale, allegò, nel testamento, la copia autentica di tutte le bolle, con le quali, l'arcivescovo aveva avuto dal papa facoltà di testare. Tale scrupolosa stesura era motivata dal fatto che, la nipote esclusa con l'istituzione del fedecommesso, si trovava ad essere l'ultima della famiglia a portare il cognome e lo stemma Piccolomini. Per questo motivo era possibile l'introduzione del nuovo coniuge nella consorteria. Circostanza, questa, che avrebbe potuto inficiare la validità del fedecommesso e smembrare il patrimonio della famiglia Bandini.
Nonostante tutte le precauzioni prese, tuttavia, due secoli dopo, sebbene in modo diverso, le aspettative dell'Arcivescovo furono disattese.
Nel 1777 l'ultimo Bandini del ramo primogenito di Berenice, l'arcidiacono Giuseppe, moriva, riaprendo la successione nel fedecommesso. L'Arcivescovo aveva indicato, come beneficiario alternativo, la famiglia Piccolomini. La consorteria scelse, un discendente della linea secondogenita dei Salamoneschi, Flavio, che in virtù del matrimonio del nonno Niccolò con Barbara Naldi, aveva assunto il cognome Naldi Piccolomini. Per adempiere alla volontà del testatore, avrebbe dovuto abbandonare la consorteria, il cognome e lo stemma Naldi Piccolomini, per assumere quello dei Bandini. In caso di mancato adempimento delle clausole fedecommissorie, il patrimonio, avrebbe avuto un'altra destinazione, non ultima la Mensa Arcivescovile di Siena. Flavio, non essendo la sua famiglia dotata di grandi beni di fortuna, decise a favore della successione, assicurandosi il patrimonio Bandini, così, come deciso dalla assemblea consortile.
Ciò nonostante, con l'abolizione dell'istituto fidecommissorio, avvenuta alla fine del XVIII secolo i discendenti di Flavio, non avendo più vincoli, che potessero mettere in pericolo i beni ereditati, ottennero dalla consulta la possibilità di assumere nuovamente il cognome e lo stemma Piccolomini a danno di quello Bandini, disattendendo, di fatto, le volontà testamentarie dell'Arcivescovo.
Il nuovo assetto che ne scaturì, fu una nuova linea familiare che ebbe il cognome Piccolomini Naldi Bandini.
Nel corso dei due secoli, la famiglia Bandini, scaturita da Berenice e Fedro Bardi, produsse diversi uomini illustri, tra cui Sallustio Antonio Bandini, arcidiacono, uomo politico ed economista, cui è stata attribuita l'invenzione del sistema di pagamento a distanza, antenato della cambiale, il quale lasciò una ricca e preziosa biblioteca alla città di Siena.
La famiglia Bandini, comunque è ancora esistente, in quanto nel corso del XVIII secolo un Niccolò, secondogenito di Fedro II, costituì il ramo di Chiusi della famiglia, che ebbe anche dei discendenti a Roma. 

## Tavole genealogiche

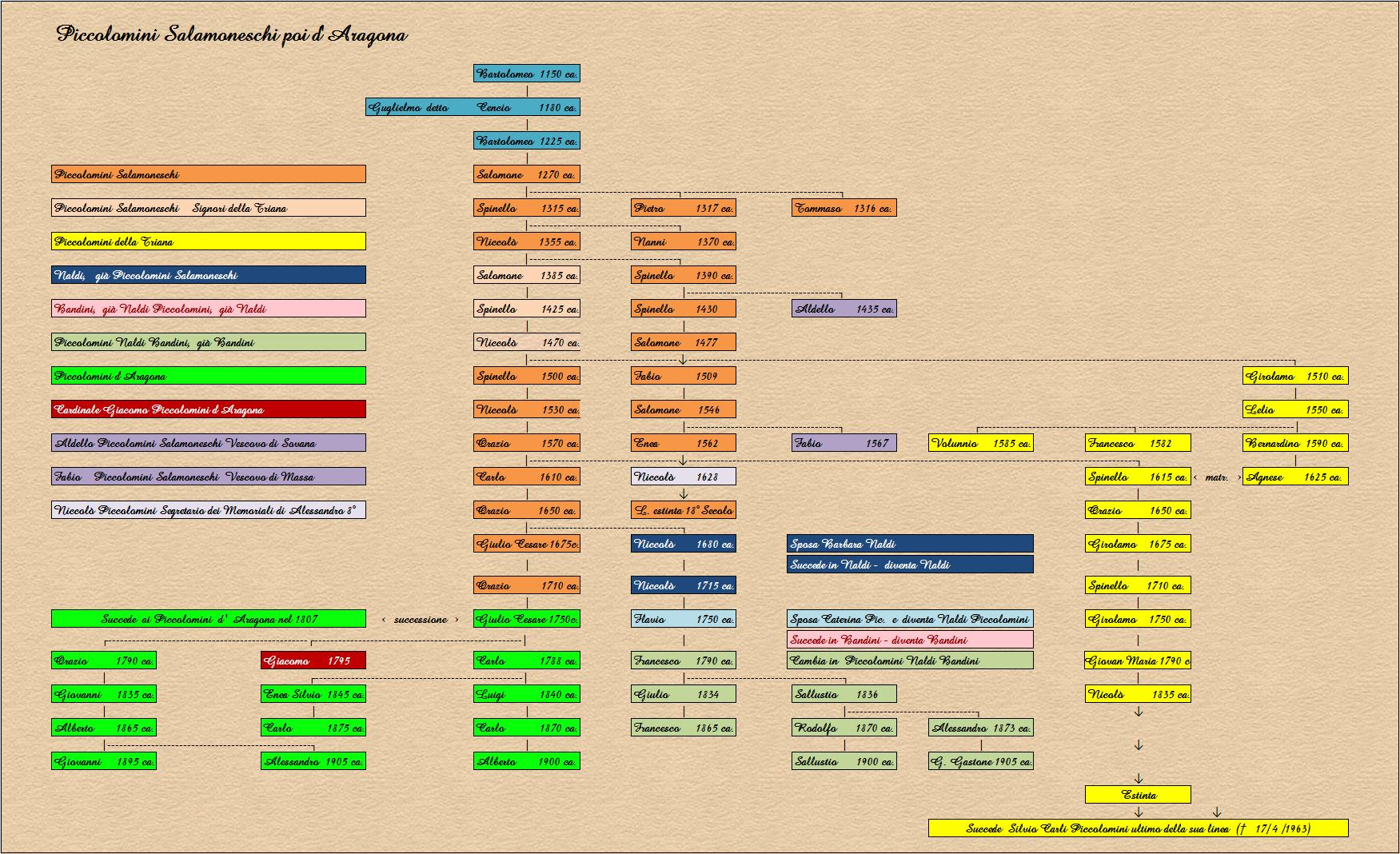
Ramo dei Piccolomini Salamoneschi
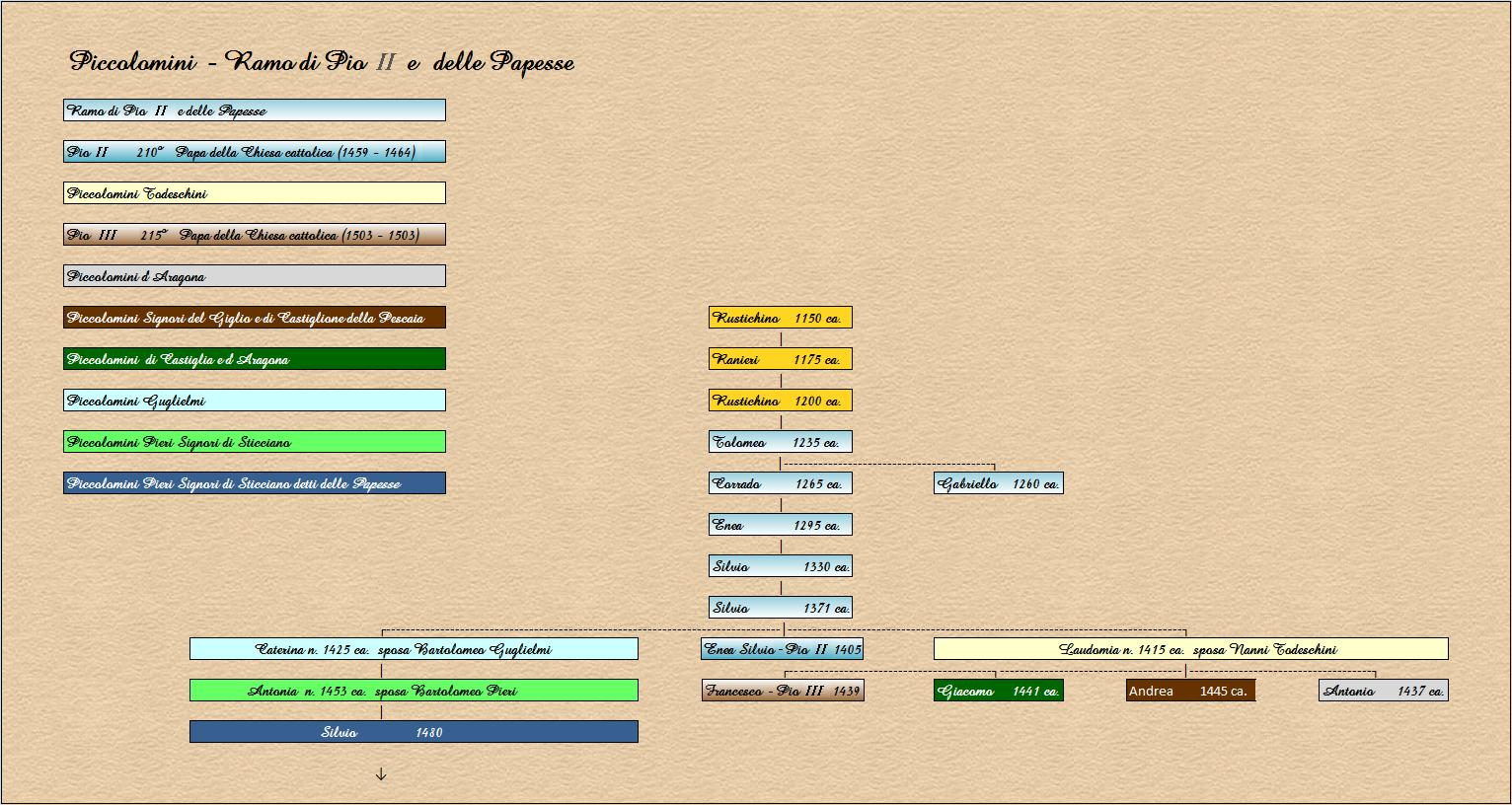
Ramo di Pio II e delle Papesse
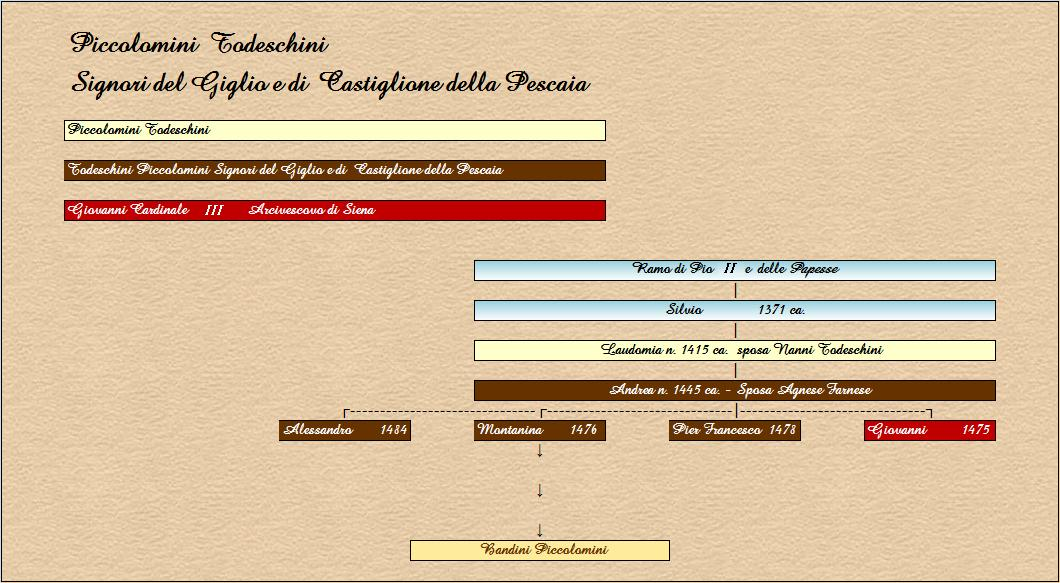
Ramo dei Piccolomini Todeschini - Signori del Giglio e di Castiglione della Pescaia